# Gorgofona (córka Perseusza)
Gorgofona (także Gorgofone; gr. Γοργοφόνη Gorgophónē, łac. Gorgophone ‘Morderczyni Gorgony’, ‘Gorgonobójcza’) – w mitologii greckiej królowa Sparty.
Uchodziła za córkę Perseusza i Andromedy. Z Perieresem, który był jej pierwszym mężem, miała synów Afareusa, Leukipposa, Hippokoosa, Ikariosa, Tyndareosa. Po śmierci Perieresa wyszła za mąż za Ojbalosa.